# Stenopogon rossi
Stenopogon rossi är en tvåvingeart som beskrevs av Martin 1968. Stenopogon rossi ingår i släktet Stenopogon och familjen rovflugor. Inga underarter finns listade i Catalogue of Life.